# Liga danesa de balonmano

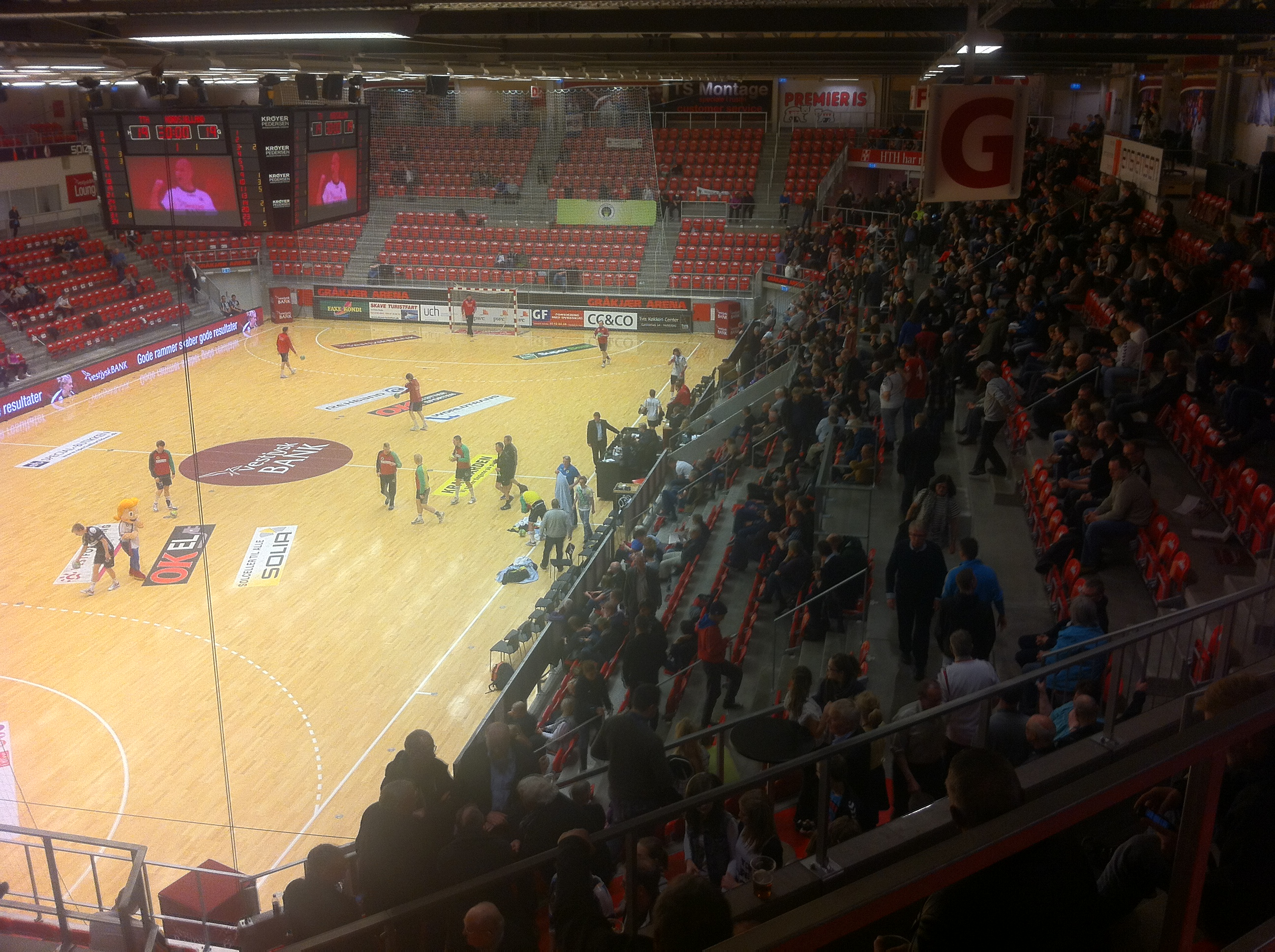
Polideportivo Graakjaer Arena, Holstebro, Dinamarca.

La Håndboldligaen, llamada 888ligaen debido a un contrato de patrocinio, es la liga de balonmano profesional que se disputa en Dinamarca. Esta Liga fue fundada en 1936, siendo el primer campeón el IF Vidar. El campeonato danés es uno de los más igualados de toda Europa y últimamente ha crecido mucho a nivel deportivo y se está volviendo una de las ligas más fuertes de Europa.

## Sistema de competición
El sistema de competición de esta liga es especial pues empieza con una liga de 14 equipos todos contra todos. Al acabar la liga regular los ocho mejores clasificados lucharán por el título divididos en dos grupos de cuatro equipos cada uno, donde el 1.º y el 2.º de la liga regular empiezan con 2 puntos y el 3.º y el 4.º con un punto cada uno. Después de disputar los seis partidos los ganadores de cada grupo lucharán por el título y los segundos por la tercera plaza de la liga. Ambas eliminatoria son a mejor de tres partidos.
En último clasificado de la liga regular desciende directamente a la segunda división, 1ª división, mientras que los equipos que acaben del 9.º al 13.º puesto disputarán una liguilla para evitar el descenso ante los equipos que terminan 2.º, 3.º y 4.º de la 1ª división, dividiéndose en dos grupos de cuatro equipo donde los dos primeros de cada grupo jugarán la siguiente temporada en la máxima división del balonmano danés junto con el ganador de una eliminatoria al mejor de tres partidos entre los dos terceros de los dos grupos. El perdedor de la eliminatoria y los dos 4.º disputarán la siguiente temporada la 1.division.

## Equipos 2024-25
| - Aalborg HB - KIF Kolding - Skanderborg Aarhus Håndbold - Bjerringbro-Silkeborg - GOG Gudme - Mors-Thy HB - Grindsted GIF Håndbold |  | - Ribe-Esbjerg HH - Skjern HB - Fredericia HK - SønderjyskE HB - Team Tvis Holstebro - Nordsjælland HB - TMS Ringsted |

## Palmarés
- 13 títulos : H.G. Handball
- 12 títulos : Kolding IF
- 9 títulos : IF Ajax, Århus GF, GOG Gudme
- 6 títulos : Aalborg HB
- 5 títulos : Fredericia HK, Helsingør IF
- 2 títulos : IF Vidar, IF Stadion, Skovbakken, AG Kopenhagen, KIF København, Skjern HB
- 1 títulos : Tarup HK, Efterslægten, Gladsaxe/HG, HIK HB, Virum-Sorgenfri HK, FC Kopenhagen HB, Bjerringbro-Silkeborg

### Temporada por temporada
| Año  | Ganador (número de ligas) | Máximo goleador, club                                                         |
| ---- | ------------------------- | ----------------------------------------------------------------------------- |
| 1936 | IF Vidar (1)              |                                                                               |
| 1937 | IF Ajax (1)               |                                                                               |
| 1938 | IF Vidar (2)              |                                                                               |
| 1939 | H.G. Handball (1)         |                                                                               |
| 1940 | H.G. Handball (2)         |                                                                               |
| 1941 | H.G. Handball (3)         |                                                                               |
| 1942 | IF Ajax (2)               |                                                                               |
| 1943 | H.G. Handball (4)         |                                                                               |
| 1944 | IF Ajax (3)               |                                                                               |
| 1945 | Temporada suspendida      |                                                                               |
| 1946 | H.G. Handball (5)         |                                                                               |
| 1947 | H.G. Handball (6)         | Svend Aage Madsen (36), IF Ajax                                               |
| 1948 | IF Ajax (4)               | Svend Aage Madsen (47), IF Ajax                                               |
| 1949 | IF Ajax (5)               | Per Theilmann (42), Helsingør IF                                              |
| 1950 | IF Ajax (6)               | Svend Aage Madsen (48), IF Ajax                                               |
| 1951 | Helsingør IF (1)          | Per Theilmann (56), Helsingør IF                                              |
| 1952 | IF Ajax (7)               | Per Theilmann (97), Helsingør IF                                              |
| 1953 | IF Ajax (8)               | Mogens Olsen (109), Aarhus KFUM                                               |
| 1954 | Tarup HK (1)              | Mogens Olsen (101), Aarhus KFUM                                               |
| 1955 | Aarhus GF (1)             | Mogens Olsen (130), Aarhus KFUM                                               |
| 1956 | H.G. Handball (7)         | Mogens Olsen (128), Aarhus KFUM                                               |
| 1957 | Aarhus GF (1)             | Mogens Olsen (144), Aarhus KFUM                                               |
| 1958 | Helsingør IF (2)          | Mogens Olsen (162), Aarhus KFUM                                               |
| 1959 | Aarhus GF (2)             | Mogens Olsen (178), Aarhus GF                                                 |
| 1960 | H.G. Handball (8)         | Jens Ove Hansen (144), IF Stjernen                                            |
| 1961 | Aarhus GF (3)             | Max Nielsen (127), MK 31                                                      |
| 1962 | Skovbakken (1)            | Jørgen P. Hansen (128), Tarup Pårup IF & Peter Nielsen (128), IF Ajax         |
| 1963 | Aarhus GF (2)             | Mogens Olsen (102), Aarhus KFUM                                               |
| 1964 | IF Ajax (9)               | Hans Jørn Graversen (126), USG                                                |
| 1965 | Aarhus GF (4)             | Jørgen Petersen (142), H.G. Handball                                          |
| 1966 | H.G. Handball (9)         | Mogens Olsen (122), Aarhus KFUM                                               |
| 1967 | H.G. Handball (10)        | Jørgen Petersen (118), H.G. Handball                                          |
| 1968 | H.G. Handball (11)        | Karl Erik Jørgensen (131), IF Stjernen                                        |
| 1969 | H.G. Handball (12)        | Hans Jørn Graversen (132), Skovbakken                                         |
| 1970 | H.G. Handball (13)        | Hans Jørn Graversen (128), Skovbakken                                         |
| 1971 | Efterslægten (1)          | Flemming Hansen (161), Fredericia KFUM                                        |
| 1972 | IF Stadion (1)            | Flemming Hansen (97), Fredericia KFUM                                         |
| 1973 | IF Stadion (2)            | Flemming Hansen (152), Fredericia KFUM                                        |
| 1974 | Aarhus GF (3)             | Flemming Hansen (137), Fredericia KFUM                                        |
| 1975 | Fredericia KFUM (1)       | Flemming Hansen (109), Fredericia KFUM                                        |
| 1976 | Fredericia KFUM (2)       | Flemming Hansen (136), Fredericia KFUM                                        |
| 1977 | Fredericia KFUM (3)       | Michael Berg (168), Holte IF                                                  |
| 1978 | Fredericia KFUM (4)       | Michael Berg (201), Holte IF                                                  |
| 1979 | Fredericia KFUM (5)       | Michael Berg (148), Holte IF                                                  |
| 1980 | Aarhus GF (4)             | Michael Berg (141), Holte IF                                                  |
| 1981 | Helsingør IF (3)          | Michael Berg (148), Holte IF                                                  |
| 1982 | Skovbakken (2)            | Bjarne Jeppesen (117), Fredericia KFUM                                        |
| 1983 | Aarhus GF (5)             | Erik Veje Rasmussen (121), Helsingør IF                                       |
| 1984 | Gladsaxe/HG (1)           | Michael Berg (125), Holte IF                                                  |
| 1985 | Helsingør IF (4)          | Michael Berg (101), Holte IF & Hans Henrik Hattesen (101), Virum/Sorgenfri HK |
| 1986 | HIK (1)                   | Flemming Hansen (100), Helsingør IF                                           |
| 1987 | KIF Kolding (1)           | Flemming Hansen (98), Helsingør IF                                            |
| 1988 | KIF Kolding (2)           | Kim G. Jacobsen (105), Kolding IF                                             |
| 1989 | Helsingør IF (5)          | John Mortensen (112), Nyborg GIF                                              |
| 1990 | KIF Kolding (3)           | Otto Mertz (107), Kolding IF                                                  |
| 1991 | KIF Kolding (4)           | John Jacobsen (150), Ribe HK                                                  |
| 1992 | GOG Svendborg (1)         | Per Sabroe Thomsen (121), GOG Svendborg                                       |
| 1993 | KIF Kolding (5)           | Fritz Thomsen (141), Aalborg KFUM                                             |
| 1994 | KIF Kolding (6)           | Kim Keller Christensen (170), Virum-Sorgenfri HK                              |
| 1995 | GOG Svendborg (2)         | Jan Paulsen (168), HK Roar                                                    |
| 1996 | GOG Svendborg (3)         | Klavs Bruun Jørgensen (167), Virum-Sorgenfri HK                               |
| 1997 | Virum-Sorgenfri HK (1)    | Nikolaj Jacobsen (205), GOG                                                   |
| 1998 | GOG Svendborg (4)         | Lars E. Jørgensen (142), HK Roar                                              |
| 1999 | Skjern HB (1)             | Ole Nielsen (158), Team Esbjerg                                               |
| 2000 | GOG Svendborg (5)         | Brian Jensen (140), Vrold/Skanderborg HK                                      |
| 2001 | KIF Kolding (7)           | Bilal Schumann (178), Kolding IF                                              |
| 2002 | KIF Kolding (8)           | Heins Kart Pedersen (172), Bjerringbro FH                                     |
| 2003 | KIF Kolding (9)           | Lars Rasmussen (179), Ajax/Farum                                              |
| 2004 | GOG Svendborg (6)         | Micke Næsby (227), Fredericia HK                                              |
| 2005 | KIF Kolding (10)          | Robert Gunnarsson (241), Århus GF                                             |
| 2006 | KIF Kolding (11)          | Jesper Nøddesbo (178), KIF Kolding                                            |
| 2007 | GOG Svensborg (7)         | Hans Lindberg (187), Viborg HK                                                |
| 2008 | FCK Håndbold (1)          | Milutin Dragićević (177), Bjerringbro-Silkeborg                               |
| 2009 | KIF Kolding (12)          | Fredrik Petersen (171), GOG                                                   |
| 2010 | Aalborg HB (1)            | Claus Møller Jakobsen (149), Skjern                                           |
| 2011 | AG København (1)          | Jonas Larholm (160) AaB Håndbold                                              |
| 2012 | AG København (2)          | Michael Pedersen (184), Skive fH                                              |
| 2013 | Aalborg HB (2)            | Jeppe Riber (196), Ribe-Esbjerg HH                                            |
| 2014 | KIF København (1)         | Henrik Møllgaard (228), Skjern                                                |
| 2015 | KIF København (2)         | Nikolaj Ø. Nielsen (205), Bjerringbro-Silkeborg                               |
| 2016 | Bjerringbro-Silkeborg (1) | Patrick Wiesmach Larsen (217), Team Tvis Holstebro                            |
| 2017 | Aalborg HB (3)            | Sander Sagosen (206), Aalborg HB & Jacob Holm (206), Ribe-Esbjerg HH          |
| 2018 | Skjern HB (2)             |                                                                               |
| 2019 | Aalborg HB (4)            |                                                                               |
| 2020 | Aalborg HB (5)            |                                                                               |
| 2021 | Aalborg HB (6)            |                                                                               |
| 2022 | GOG Gudme (8)             |                                                                               |
| 2023 | GOG Gudme (9)             |                                                                               |
| 2024 | Aalborg HB (7)            |                                                                               |